# Acido salicilico

Cristalli di acido salicilico al microscopio

L'acido salicilico è un acido carbossilico incolore cristallino, sintetizzato mediante il metodo Kolbe, avente formula HOC6H4COOH. Viene identificato come ormone vegetale.
È tossico se ingerito in notevoli quantità, ma se utilizzato in opportune quantità è utile per la conservazione dei cibi e funge da antisettico nel dentifricio. Il gruppo carbossilico, -COOH, reagisce facilmente con gli alcoli per produrre esteri. L'estere con il metanolo è il salicilato di metile (o metilsalicilato), componente essenziale della Gaultheria procumbens e del salice bianco (Salix alba). Alimenti naturalmente ricchi di acido salicilico sono le albicocche (3 mg/100g), il ribes rosso e nero (5 mg/100g), la cicoria (1 mg/100g), le arance (2,4 mg/100g), l'ananas (2 mg/100g) e i lamponi (5 mg/100g).
Per sostituzione dell'ossidrile fenolico con un acetile si ottiene l'acido acetilsalicilico, noto principio attivo dell'Aspirina.
L'acido salicilico è il componente essenziale di alcuni prodotti per il trattamento della pelle e in particolare per la cura dell'acne, della keratosis pilaris e delle verruche. Può essere usato anche in casi di psoriasi al fine di eliminare la desquamazione e agevolare quindi il trattamento topico.

## Ruolo come farmaco
Le proprietà curative dell'acido salicilico erano note fin dall'antichità, tant'è che la sostanza veniva estratta dalla pianta del salice, da cui deriva il nome. A partire dall'Ottocento estratti di salicina, un glicoside formato da glucosio e acido salicilico, sono stati impiegati in medicina come antinfiammatorio nel trattamento dell'artrite reumatoide. Successivamente ne sono stati sintetizzati numerosi derivati, che costituiscono la classe dei salicilati, dei quali il più noto è l'acido acetilsalicilico (Aspirina).
Inoltre, l'acido salicilico trova impiego in dermatologia, per le cure della psoriasi. Tale composto ha proprietà cheratolitiche: viene posto sulla superficie da detergere in soluzione alcolica al 6%. Dopo alcuni minuti vi sarà evaporazione della parte alcolica e precipitazione dell'acido salicilico il quale esplica la sua azione nei confronti del cheratinocita.

## Biosintesi
L'acido viene creato nelle cellule vegetali a partire dalla fenilalanina che viene trasformata in acido transcinnamico. Tale acido, attraverso ossidazione riduttiva o non riduttiva, viene trasformato in acido benzoico in forma glicosilata. La forma glicosilata è inattiva nel vegetale e grazie all'enzima acido benzoico idrossilasi viene trasformato in acido salicidico che può diventare acido salicidico-glucosio, ovvero una forma non attiva in cui si trova solitamente all'interno della pianta. Inoltre, alcuni studi sembrano confermare che esistano delle vie biosintetiche dell'acido salicilico che non implicano la produzione di acido benzoico.
L'acido salicilico non è fermo all'interno del vegetale ma si muove lungo i vasi.

## Ruolo come fitormone
L'acido salicilico come ormone vegetale stimola la respirazione cianuro-resistente (ossidasi alternativa) soprattutto nelle piante della famiglia delle aracee. La sua attivazione comporta la produzione di calore che libera sostanze volatili quali indoli e/o poliammine per l'impollinazione entomofila; inoltre è responsabile della resistenza a fitopatogeni inducendo la produzione di enzimi della famiglia delle patogenasi (PRP) che determinano la resistenza sistemica acquisita (SAR - Systemic Acquired Resistance).
L'acido non è direttamente responsabile della risposta SAR nel vegetale, ma se esso non viene prodotto questa non si attiva. In particolare è stato possibile capire ciò dopo che sono stati condotti degli esperimenti su mutanti EDS, ovvero suscettibili al patogeno in cui ci si è accorti che non veniva attivato il gene NIM1 perché mutato. Inoltre è implicato anche il gene NPR1 che codifica per una proteina NPR1 che si lega con alta affinità a proteine TGA. Il dimero NPR1-TGA funziona da attivatore per il gene PR1, che è implicato nella creazione dell'acido salicilico e delle TGA stesse. Quindi un aumento della concentrazione di NPR1determina un aumento della concentrazione di acido salicilico.

## Composti analoghi
In laboratorio sono stati sintetizzati dei composti analoghi dell'acido salicilico, come l'acido 2,6 dicloroisonicotinico (INA) e i benzotiazoli (BTH), che sono in grado di attivare risposta SAR nella pianta in totale assenza di SA endogeno.